# Хурамшин, Талгат Закирович
Талга́т Заки́рович Хура́мшин (1 мая 1932, Ибрагимово, Башкирская АССР — 3 марта 2019, Москва) — советский государственный и хозяйственный деятель, депутат Верховного Совета РСФСР 10-го созыва, Герой Социалистического Труда (1971).

## Образование
- 1964 год — окончил Уфимский нефтяной институт по специальности инженер-технолог.
- 1973 год — окончил Московский институт управления народным хозяйством.

## Биография
Родился в семье крестьянина. По национальности башкир.
- 1948—1951 — учащийся Черниковского нефтяного техникума.
- 1951—1956 — машинист насосов и компрессоров, механик установки, начальник ремонтно-технического цеха на Уфимском нефтеперегонном заводе, г. Черниковск.
- 1956—1978 — на Ново-Уфимском нефтеперерабатывающем заводе (Уфа): старший механик цеха, начальник цеха, секретарь парткома, директор завода (с 1965 года).
- 1978—1979 — начальник Главного управления по транспорту и снабжению нефтью и нефтепродуктами при Совете Министров РСФСР.
- 1979—1981 — председатель Государственного комитета РСФСР по снабжению нефтепродуктами.
- С 1981 года — председатель Государственного комитета СССР по снабжению нефтепродуктами.

### Арест
- Арестован 5 декабря 1985 года. Осуждён судебной коллегией по уголовным делам Верховного Суда СССР 26 сентября 1986 года за получение взятки к 5 годам лишения свободы. Лишён наград 4 января 1987 года. Освобождён в декабре 1990 года.

### После освобождения
- 1990—1992 — главный специалист, начальник технического отдела, главный инженер Всероссийского научно-исследовательского и проектного института нефтеперерабатывающей и нефтехимической промышленности Минтопэнерго.
- С 1992 года генеральный директор-президент АООТ «Башкирский дом торговли и технологии», председатель Совета Региональной общественной организации «Башкирское землячество» в Москве.
- Указом Президента Российской Федерации 7 декабря 2010 года права на государственные награды СССР были восстановлены[1].

Умер 3 марта 2019 года. Похоронен на Волковском кладбище (мусульманская терр., уч. 8).

## Награды
- Герой Социалистического Труда (1971);
- орден Ленина;
- орден Октябрьской Революции;
- два ордена Трудового Красного Знамени;
- медали «За доблестный труд. В ознаменование 100-летия со дня рождения Владимира Ильича Ленина», «Сорок лет Победы в Великой Отечественной войне 1941—1945 гг.», «В память 1500-летия Киева»;
- премия Совета Министров СССР (1974);
- орден Дружбы народов (2012, Республика Башкортостан).